# Pseudogyrinocheilus prochilus
Pseudogyrinocheilus prochilus är en fiskart som först beskrevs av Sauvage och Dabry de Thiersant, 1874.  Pseudogyrinocheilus prochilus ingår i släktet Pseudogyrinocheilus och familjen karpfiskar. IUCN kategoriserar arten globalt som livskraftig. Inga underarter finns listade i Catalogue of Life.